# Kia Pride
La Kia Pride è un'utilitaria prodotta dalla casa automobilistica coreana Kia tra il 1987 e il 2000.

## Storia
Si trattava praticamente di una versione alternativa della Mazda 121, venduta in molti mercati come Ford Festiva, ed è stata sostituita nel 2001 dalla Kia Rio (chiamata ancora Kia Pride in Corea del Sud) e dalla Kia Picanto.
La Kia Pride era disponibile in versione 3 porte e due volumi, in versione 4 porte e tre volumi, unitamente a una versione station wagon da 5 porte.
La Pride è stata la prima auto Kia importata in Europa, nel 1991.
In Italia apparve dal 1997 con le versioni due volumi e station wagon. Rimase sul mercato un paio d'anni, durante i quali il modello non incontrò particolare successo.
Gli elementi che frenarono il successo della Pride in Italia furono una linea troppo squadrata, che sebbene permettesse un discreto sfruttamento dello spazio interno, di contro non rendeva appagante alla vista il design di questa utilitaria; altro aspetto non irrilevante era la poca attenzione riservata al comfort, sfavorito da sospensioni particolarmente rigide, utili alle doti dinamiche dell'auto, ma poco indicate ad un utilizzo familiare della stessa.
Aspetti positivi erano sicuramente i bassi costi d'acquisto e di esercizio e la buona affidabilità degli organi meccanici.